# Píla (Lučenec)
Píla (in ungherese Fűrész) è un comune della Slovacchia facente parte del distretto di Lučenec, nella regione di Banská Bystrica.